# Чикишев, Игорь Алексеевич
Игорь Алексеевич Чикишев (4 ноября 1944, Киров) — советский фигурист, выступавший в танцах на льду с Валентиной Лекомцевой, тренер, судья, спортивный организатор. Серебряный (1962/63) и бронзовый (1963/64) призёр чемпионата СССР. Мастер спорта СССР.

## Биография
Начал заниматься фигурным катанием в 1954 году в Кирове. Некоторое время в первой половине 1960-х годов представлял Москву, затем с 1964 года — Минск. Тренеры — Лобастова Августа Николаевна, Брежнев Николай Андреевич, Невский Юрий Георгиевич, Жук Станислав Алексеевич.
На чемпионатах СССР становился серебряным (1962/63) и бронзовым (1963/64) призёром в танцах на льду в паре с Валентиной Лекомцевой. Двукратный победитель первенства РСФСР (1962, 1963). В середине 1960-х годов пара стала победителем первого в истории первенства Белорусской ССР.
В составе сборной команды СССР принимал участие в международных соревнованиях в Югославии, Польше, Финляндии (1962—1964).
После окончания спортивной карьеры перешёл на тренерскую работу. Окончил Белорусский государственный институт физической культуры (1972). С 1981 года работает в Архангельске, где со временем стал директором Архангельской школы высшего спортивного мастерства по олимпийским видам спорта. Председатель Архангельской областной федерации фигурного катания и член президиума всероссийской федерации.
Среди его воспитанников как тренера — 6 мастеров спорта, в том числе призёр чемпионатов России и СССР (1990—1994), победитель Кубка СССР (1990/91) Сергей Кузнецов.
Награждён званиями Мастер спорта СССР, Тренер высшей категории (1983), «Заслуженный работник физической культуры РФ» (1995), судья международной категории, знаками «Отличник физической культуры и спорта», «За заслуги в развитии физической культуры и спорта» (2002).